# José Santos Urriola
José Santos Urriola (Guanare, Venezuela, 14 de noviembre de 1927-31 de diciembre de 1994) fue un profesor y escritor venezolano, miembro fundador de la Universidad Simón Bolívar.

## Carrera
Desde 1950 ejerció docencia en liceos en Barinas y posteriormente en Caracas. En 1964 ingresó como profesor del Instituto Pedagógico de Caracas y en 1967 pasó a formar parte de la Comisión Organizadora de la Universidad de Caracas, origen de la Universidad Simón Bolívar y en la cual integró el primer departamento de Lengua y Literatura. Ejerció como director de extensión universitaria, decano de estudios Generales y director de ciencias sociales y humanidades. Participó en la definición y el diseño de los Estudios Generales de la Universidad Simón Bolívar. Además de su profesión como docente y de su gestión universitaria, Santos Urriola fue un escritor en el género de la crítica literaria, el género biográfico y las crónicas literarias. Escribió una novela dedicada a la universidad, obra que dejó incompleta al fallecer. También fue columnista de los periódicos El Nacional y el Diario de Caracas, escribiendo Trazos de arena durante más de cuarenta años.
Por ser miembro fundador de la Universidad Simón Bolívar, su gestión universitaria y su desempeño literario, el Consejo Directivo de la universidad decidió conferirle el título de doctor honoris causa post mortem el 21 de enero de 1997 y se le bautizó con su nombre al concurso universitario de cuentos auspiciado anualmente por el Decanato de Estudios Generales.

## Obras
- Rómulo Gallegos, primera versión de El Forastero (1981)
- Costumbre de Leer (1983)
- Los Intelectuales en los cuentos de Rómulo Gallegos
- La hora más oscura (1968)
- Mañana es Otro Día (1989)
- Tiempos de Honores (1993)

## Distinciones
Entre las distinciones recibidas por el profesor Urriola tenemos:
- Premio del Ateneo de Boconó para cuentistas inéditos.
- Miembro Honorario del Ateneo de Boconó.
- Premio Simón Rodríguez de la Asociación de Profesores de la Universidad Simón Bolívar.
- Orden 27 de junio, segunda y tercera clase.
- Orden Andrés Bello, primera y segunda clase.
- Profesor Emérito de la Universidad Simón Bolívar en 1989.